# 1973-as Australian Open
Az 1973-as Australian Open az év első Grand Slam-tornája volt. december 26. és január 1. között rendezték meg Melbourne-ben. A férfiaknál az ausztrál John Newcombe, nőknél a szintén ausztrál Margaret Smith Court nyert.

## Döntők

### Férfi egyes
John Newcombe -  Onny Parun, 6-3, 6-7, 7-5, 6-1

### Női egyes
Margaret Smith Court -  Evonne Goolagong, 6-4, 7-5

### Férfi páros
John Newcombe /  Mal Anderson -  John Alexander /  Phil Dent 6-3, 6-4, 7-6

### Női páros
Margaret Smith Court /  Virginia Wade -  Kerry Harris /  Kerry Reid 6-4, 6-4

### Vegyes páros
1970–1986 között nem rendezték meg.